# Santa Susana (Kalifornija)
Santa Susana je naseljeno područje za statističke svrhe u američkoj saveznoj državi Kalifornija. Prema popisu stanovništva iz 2010. u njemu je živjelo 1.037 stanovnika.